# Jaqee

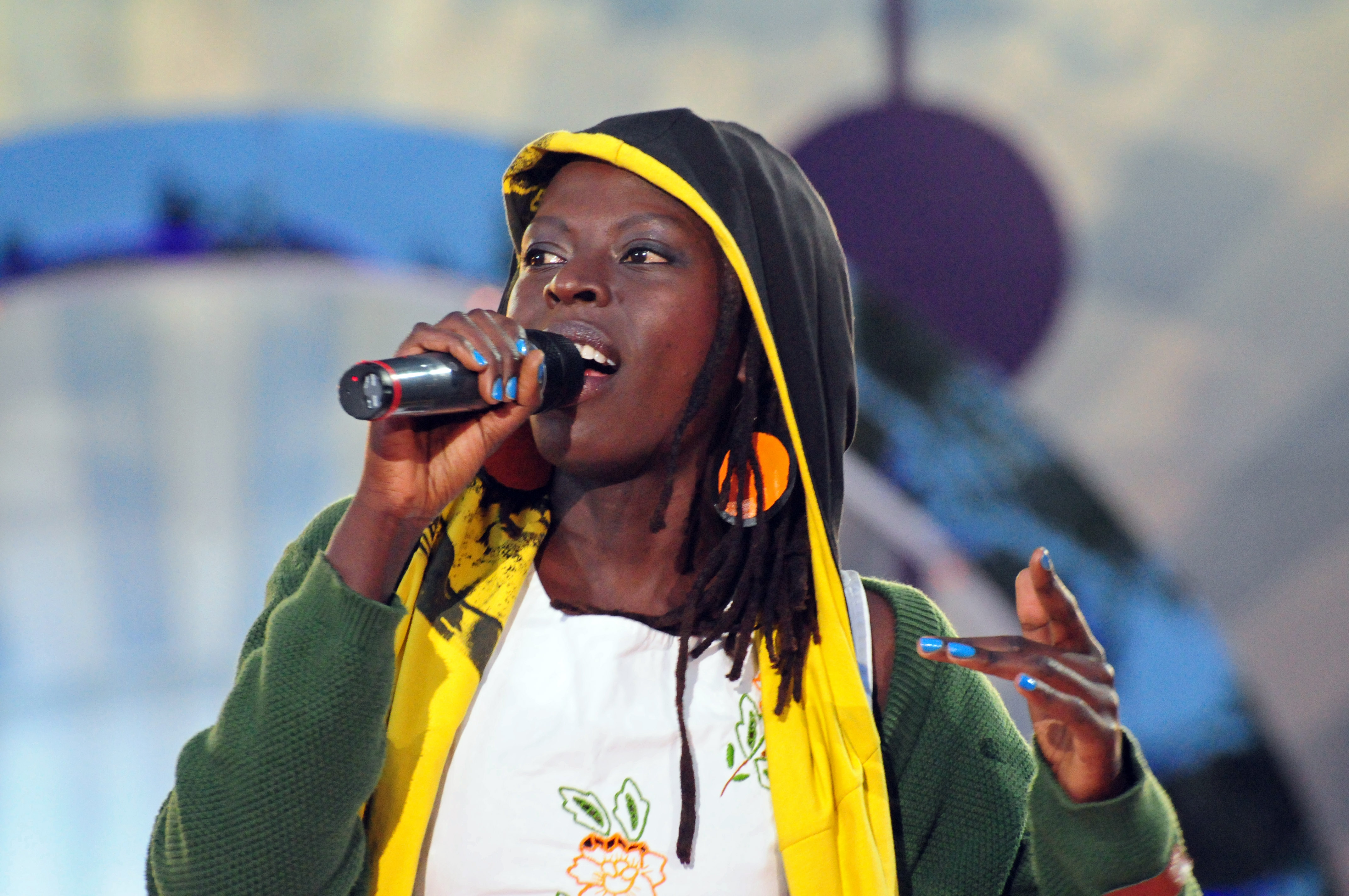
Jaqee besöker Sommarkrysset 2009.

Jaqee, artistnamn för Jaqueline Nakiri Nalubale, född 1977 i Kampala i Uganda, är en svensk sångerska och låtskrivare.

## Biografi
Jaqee är bosatt i Göteborg och Berlin, Tyskland. Hon föddes i Uganda och kom som trettonåring till Sverige 1990. Hon beskriver sig själv som en "musikalisk kameleont", och menar med det att hon inte bara har en enda musikalisk stil. Hon har trots detta kallats "Sveriges Souldrottning". Jaqee talar luganda, nkore, engelska, svenska, såväl som "lite spanska" samt att hon håller på att lära sig tyska.
Jaqee albumdebuterade 2005 med det egenfinansierade albumet Blaqalixious, för vilket hon blev nominerad till en grammis i kategorin årets hip hop/soul. Nomineringen förvånade henne, då hon hade tillfrågat ett antal skivbolag innan hon började spela in albumet; ingen av dem hade velat skriva kontrakt med henne, vilket ledde till att hon beslutade sig för att släppa sitt album själv. Hon vann även pris för bästa Soul/Hiphop-artist på Manifestgalan 2006. Skivan innehöll bl.a. låtarna "The Way You Make Me Feel", "Karma", och "Headfall". Hon säger själv att albumet inspirerades av "livet, kärlek, krig, orättvisor och fördomar". "[Det] var min direktkontakt med musiken som ett landsbygdssamhälle spelar i diasporan" säger hon. Hon har en tatuering av albumets namn, vilket hon säger är en parafras på Beyonces uttryck "bootylicious".
Den 31 oktober 2007 släppte hon uppföljaralbumet Nouvelle D'Amour som hon skrivit tillsammans med musikern Mattias Hellberg. Albumet innehåller en mängd rock- och bluesinfluenser, såväl som låtarna "Sugar" och "Castrata Blues". Även detta album nominerades till en grammis.
Jaqees nästa albumsläpp kom 2008, men det var inte ett soloprojekt. Det var ett hyllningsalbum titulerat A Letter to Billie, dedicerat till jazzstjärnan Billie Holiday. Det presenterades tillsammans med Bohuslän Big Band, med vilket hon senare åkte på turné till Egypten och Japan.
Jaqees senaste album heter Kokoo Girl, i vilket hon vänt blicken mot roots reggae och ska. Det släpptes år 2009, och var ett samarbete med det tysklandsbaserade Rootdown Records, ett skivbolag som släppte låtarna "Kokoo Girl", "Take It or Leave It" och "Land Of The Free". Ryktet om albumet spred sig, vilket resulterade i att det franska skivbolaget Makasound tecknade skivkontrakt med henne. De nysläppte skivan i Frankrike under titeln Land Of The Free på Internationella kvinnodagen den 8 mars 2010. Det franska släppet ledde till att skivan framröstades till "Årets Reggaealbum" 2010 via franska Itunes.
Jaqee medverkade i Sommarkrysset 2009.
Sitt förhållande till reggae har hon beskrivit med orden "Jag växte upp med afrikansk gospelmusik, i en mycket sorglig och turbulent miljö. För mig betyder det här att jag kan greppa och till fullo förstå reggaen och dess eviga kamp för den lilla människan". 
Jaqee turnerade tidigare med Nationalteaterns Rockorkester.

## Teater

### Roller
| År   | Roll | Produktion                                           | Regi                | Teater                |
| ---- | ---- | ---------------------------------------------------- | ------------------- | --------------------- |
| 2019 |      | Little Shop of Horrors Alan Menken och Howard Ashman | Angelina Stojčevska | Göteborgs stadsteater |